# Sinagoga di Augusta
La sinagoga di Augusta, costruita nel 1917 in stile eclettico, con elementi neobizantini, neomoreschi e Liberty, è una delle pochissime sinagoghe monumentali tedesche ad essere sopravvissuta alle distruzioni del periodo nazista. Si trova ad Augusta, Germania su Halderstraße.

## Costruzione
La comunità ebraica di Augusta, cresciuta rapidamente nell'Ottocento, già nel 1865 aveva provveduto all'edificazione di una sinagoga (oggi scomparsa). Anch'essa in breve però si era rivelata insufficiente a soddisfare i crescenti bisogni della comunità; e così già dal 1890 si cominciò a discutere dell'opportunità di costruire una nuova, più grande sinagoga. Nel 1900 la decisione fu presa e si procedette ai passi necessari con l'acquisto del terreno nel 1903 e l'annuncio di un concorso pubblico nel 1912. Tra i 47 progetti presentati, fu prescelto quello ideato da due architetti di Monaco di Baviera, Fritz Landauer (1883–1968) e Heinrich Lömpel (1877-1951).
La costruzione iniziò nel 1913 ma procedette a rilento per lo scoppio della prima guerra mondiale, concludendosi solo nel 1917. Adiacenti alla sinagoga furono edificati anche i locali della comunità e della scuola.
La cerimonia di inaugurazione avvenne Il 4 aprile 1917 con grande concorso di fedeli e con l'intervento di autorità civili e religiose, incluso il Presidente del Governo, il sindaco, il generale comandante della divisione, il presidente della Corte d'Appello, l'abate benedettino, il decano della Chiesa protestante e i rabbini di Monaco di Baviera e Norimberga. La vecchia sinagoga fu ufficialmente chiusa e destinata ad uso commerciale (l'edificio sarebbe poi andato completamente distrutto durante la seconda guerra mondiale).

## Architettura
Gli architetti Fritz Landauer e Heinrich Lömpel idearono un edificio in stile eclettico con elementi neobizantini, neomoreschi e Liberty), sormontato da un'enorme cupola, che ben si potesse armonizzare con il tessuto prevalentemente barocco della città di Augusta.
La sinagoga è separata dalla strada da grandi cancelli in ferro battuto. La pianta è nella forma di una croce bizantina con quattro transetti con al centro la grande cupola che si estende per 16 metri di diametro. Sopra il tetto, sui lati della cupola, siedono quattro leoni in pietra, simbolo della tribù di Giuda. La luce penetra l'interno attraverso finestre a traforo e la doppia corona di aperture della cupola. Sulla galleria orientale sopra l'arca era collocato l'organo costruito dalla ditta Koulen & Sohn), espressione dell'atteggiamento liberale della comunità. Più di 800 fedeli potevano trovare accoglienza nella grande sala che misura 27 metri in tutte e tre le dimensioni.

## Storia
La nuova sinagoga servì per soli 21 anni. Anch'essa, come la maggior parte delle sinagoghe tedesche, fu vandalizzata dalle milizie naziste nella notte dei cristalli del 1938 ma l'incendio, appiccato, fu subito spento per paura che si propagasse all'intero quartiere. La sinagoga fu chiusa al culto dalle autorità naziste. Lo storico organo dovette essere venduto nel 1940 alla chiesa cattolica di Wessling am Ammersee, dove si trova ancora oggi. La struttura però era rimasta intatta e fu usata dapprima come deposito per il teatro dell'opera, e poi, durante la guerra, come punto di osservazione per la difesa contraerea.
Nel 1945, al termine della guerra, la sinagoga di Augusta era una delle poche sinagoghe monumentali della Germania ad essere sopravvissuta alle distruzioni del periodo nazista, assieme alla Sinagoga Rykestrasse di Berlino, alla Sinagoga Westend o alla Sinagoga Roonstrasse di Colonia. L'edificio venne restituito alla comunità ebraica che grandemente ridotta dall'Olocausto lo utilizzò parzialmente. Solo tra il 1974 e il 1985 si poté dare mano ai necessari lavori di restauro che hanno restituito all'edificio il suo splendore originario. Nel 1985 anche un Museo della cultura ebraica (Jüdisches Kulturmuseum Augsburg-Schwaben) fu accolto nei locali; in esso sono esposti oggetti religiosi del XII e XIX secolo, tra cui pregevoli manufatti in oro e argento.
Dagli anni novanta il numero degli ebrei ad Augusta è tornato a crescere sino a raggiungere nel 2006 le 1.800 unità. Nel 2005-6 il Museo è stato ampliato e ammodernato e il complesso sinagogale è oggi nuovamente al servizio di una comunità numerosa e al centro della vita culturale della città.

## Galleria d'immagini

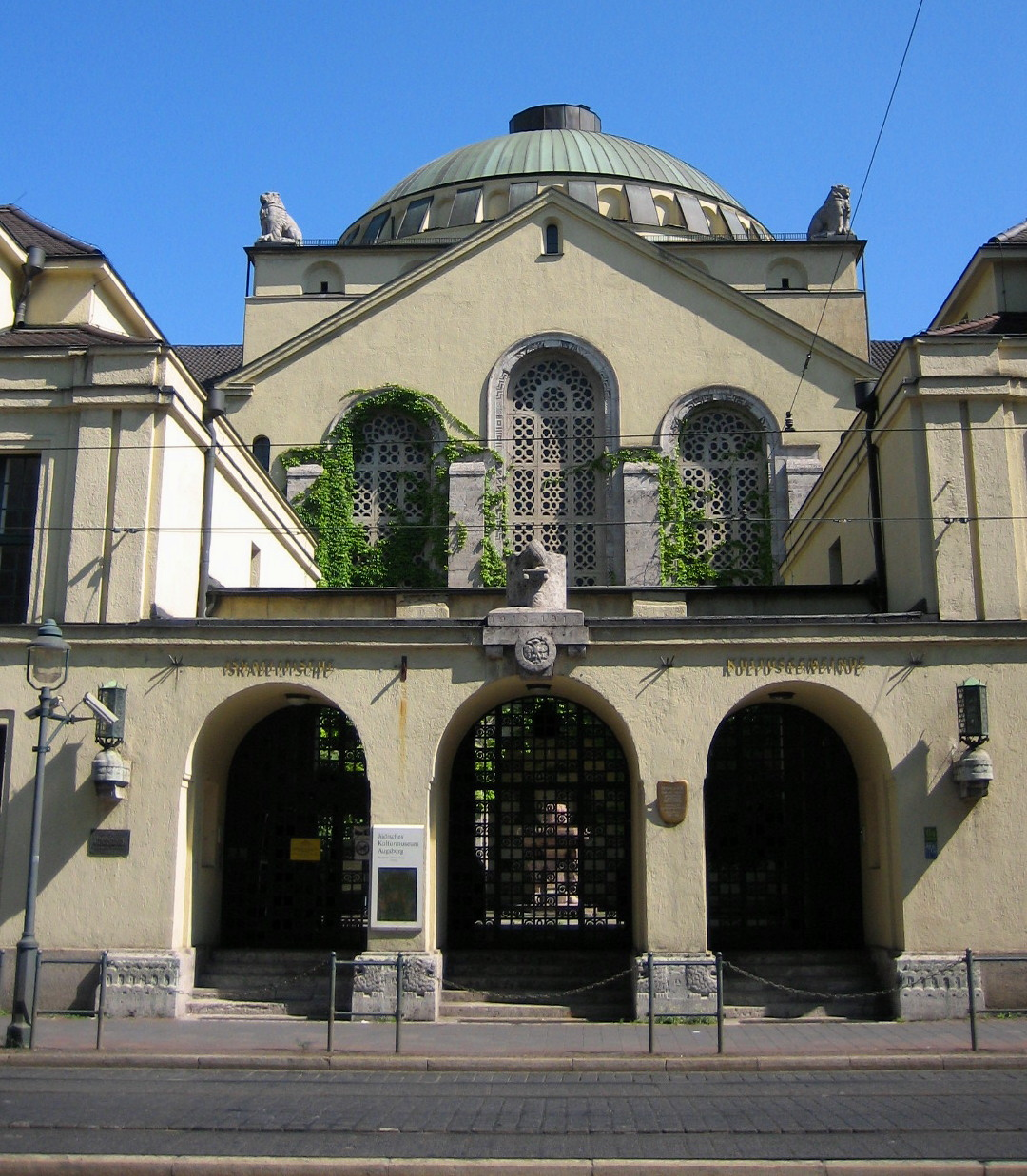
Entrata della sinagoga
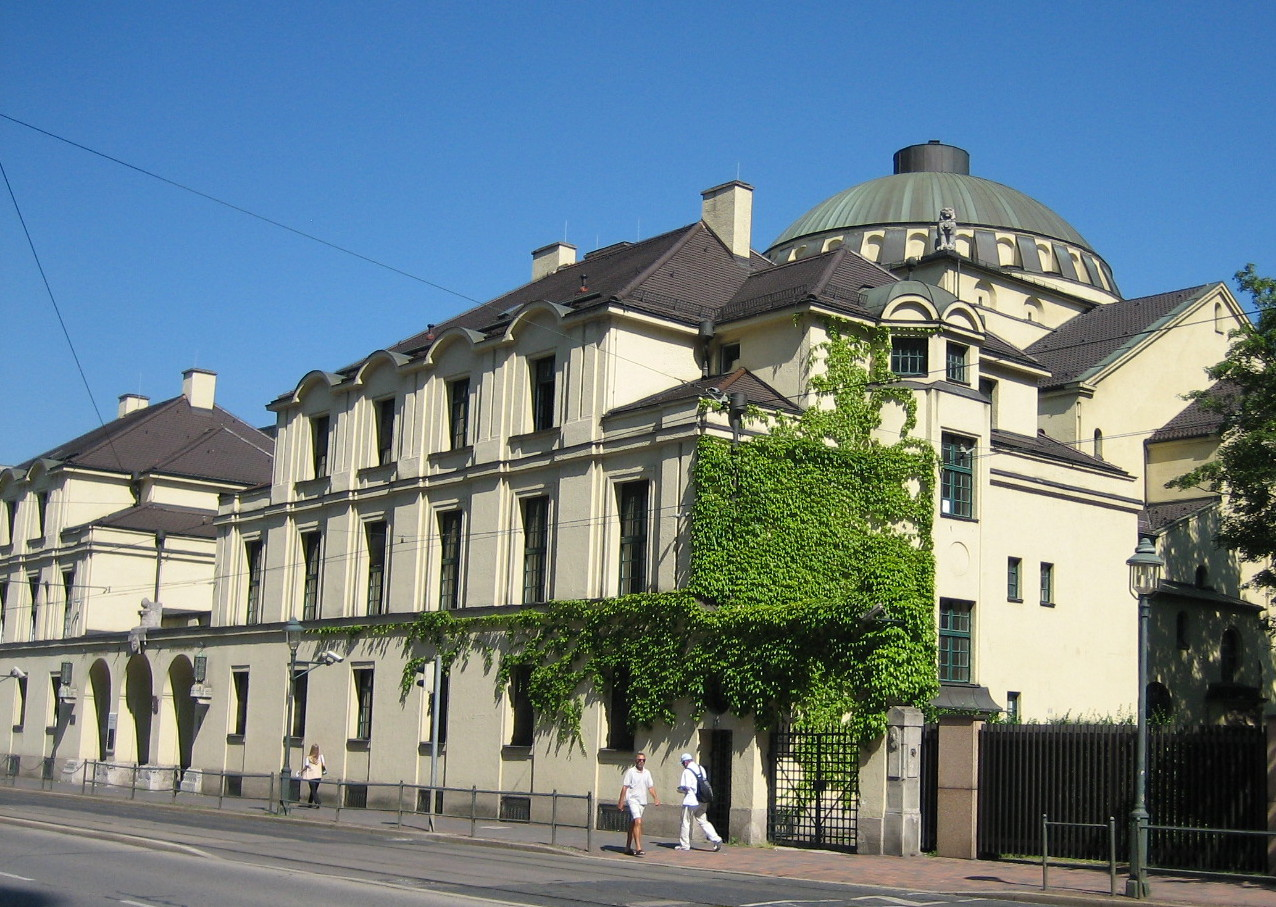
Sinagoga vista dalla strada
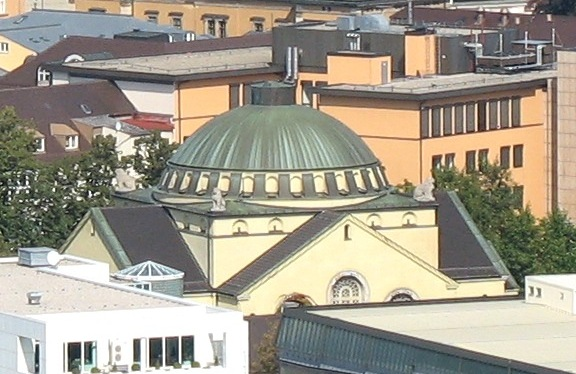
La cupola
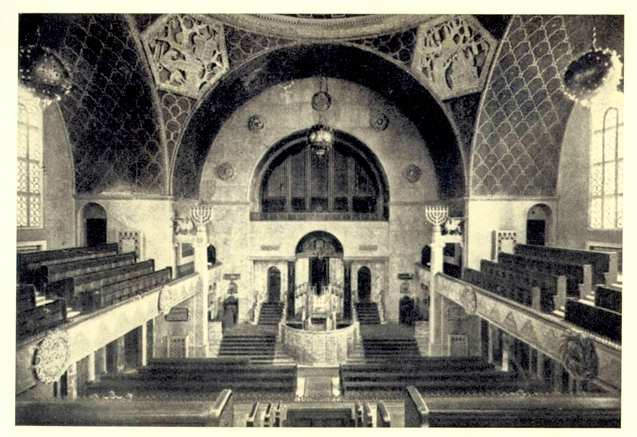
L'interno in una foto del 1919